# Schütze
Pour les articles homonymes, voir Schütze (homonymie).

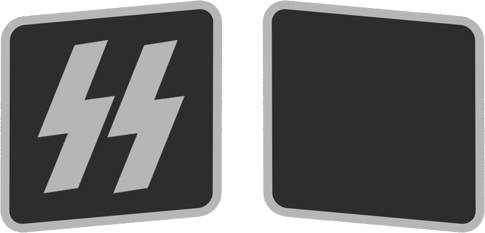
Badge du grade

Schütze (abréviation : Sch) était un grade utilisé au sein de la Heer pendant la Seconde Guerre mondiale.
Il était le grade basique donné à tous les soldats volontaires de la Heer ( Soldat de 2nd classe ).
Après une année de service au sein de la Wehrmacht, il recevait son grade d'Oberschütze ( Soldat de 1re classe )